# Phoracantha elegans
Phoracantha elegans är en skalbaggsart som beskrevs av Blackburn 1894. Phoracantha elegans ingår i släktet Phoracantha och familjen långhorningar. Inga underarter finns listade i Catalogue of Life.